# San Juan, Ahualulco
San Juan är en ort i Mexiko.   Den ligger i kommunen Ahualulco och delstaten San Luis Potosí, i den centrala delen av landet, 400 km nordväst om huvudstaden Mexico City. San Juan ligger 1 849 meter över havet och antalet invånare är 663.
Terrängen runt San Juan är platt åt sydost, men åt nordväst är den kuperad. Runt San Juan är det ganska tätbefolkat, med 54 invånare per kvadratkilometer. Närmaste större samhälle är Ahualulco, 2,1 km norr om San Juan. Omgivningarna runt San Juan är i huvudsak ett öppet busklandskap.